# Draw My Life
Draw My Life es un tipo de video de Internet en el que el autor narra la historia de su vida, en un video en cámara rápida del autor dibujando ilustraciones en una pizarra de figuras clave y eventos en su vida. Los dibujos pueden ser tan simples como figuras de palitos, o completamente desarrollados, creados digitalmente o digitalizados. A menudo, los videos revelan historias o historias desagradables o desafortunadas previamente ocultas, y terminan con el autor agradeciendo a su audiencia por ayudarlos a tener éxito.
El primer video de este tipo fue publicado en YouTube por el músico irlandés Bry en septiembre de 2011. Después de su lanzamiento, varias otras personalidades populares de YouTube comenzaron a subir este tipo de videos, algunos de los cuales aparecieron en publicaciones populares de noticias en línea. Eventualmente, se crearon videos de Draw My Life para personajes ficticios y no YouTubers como Harry Potter.